# عمران حسين (لاعب كرة قدم)
عمران حسين (10 مارس 1981 بفيصل آباد في باكستان) هو لاعب كرة قدم باكستاني في مركز الهجوم. شارك مع منتخب باكستان لكرة القدم. أما مع النوادي، فقد لعب مع Pakistan Army F.C. ‏.

## وصلات خارجية
- عمران حسين على موقع قاعدة بيانات كرة القدم.إي يو (الإنجليزية)
- عمران حسين على موقع ناشيونال فوتبول تيمز (الإنجليزية)